# Chomino
Chomino [xɔˈminɔ] (deutsch Kummin, früher Cummin und Kumin) ist ein Dorf in der polnischen Woiwodschaft Westpommern. Es gehört zur Gmina Świerzno (Gemeinde Schwirsen) im Powiat Kamieński (Camminer Kreis).

## Geographische Lage
Das Dorf liegt in Hinterpommern, am Brendemühlschen Bach, fünf Kilometer südwestlich von Świerzno (Schwirsen), elf Kilometer südöstlich der Kreisstadt Kamień Pomorski (Cammin i. Pom.) und sechzig Kilometer nördlich von Stettin.

## Geschichte
Im Jahr 1857 befand sich das Rittergut Kummin A, B und C, ein allodifiziertes Lehen, im Besitz von Hermann von Randow, der es von seinem Schwiegervater Wilhelm Gustav von Brüsewitz übernommen hatte, und auf dem Allodial-Rittergut Kummin D, einem Lehen der Familie Brockhausen, saß ein von Schrader. 1884 war der Gutsbezirk Kummin A, B und C  377 Hektar groß und befand sich im Besitz eines von Manteuffel; der Gutsbezirk Kummin D war 327 Hektar groß und gehörte der Familie Schrader. Die Familie Schrader besaß das Gut auch noch 1896.
Im Jahre 1910 wurden in der Landgemeinde Kummin 129 Einwohner gezählt, im Gutsbezirk Kummin A, B und C 79 Einwohner und im Gutsbezirk Kummin D 56 Einwohner. 

Häuser im Dorf
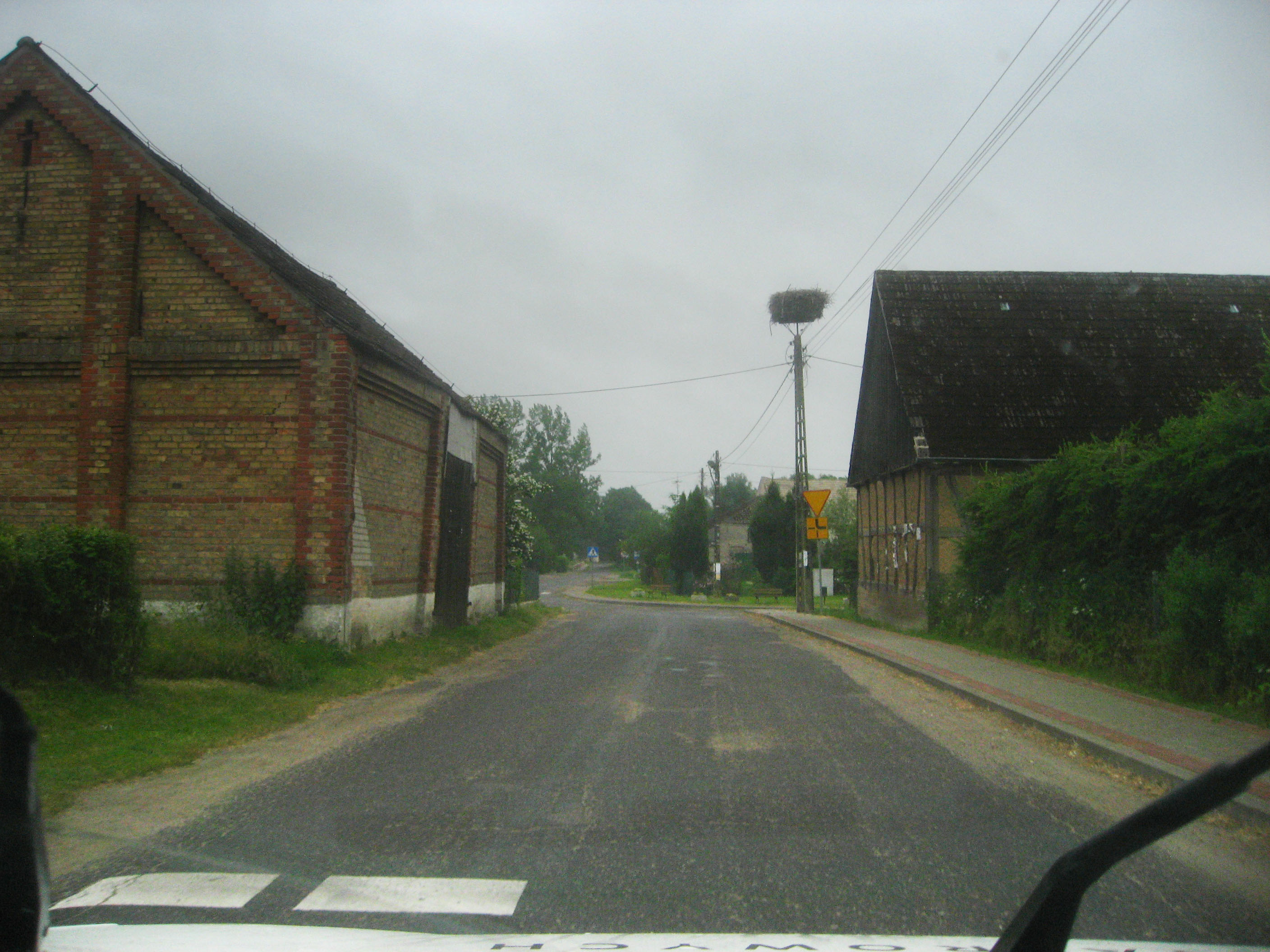
Dorfstraße (2014)
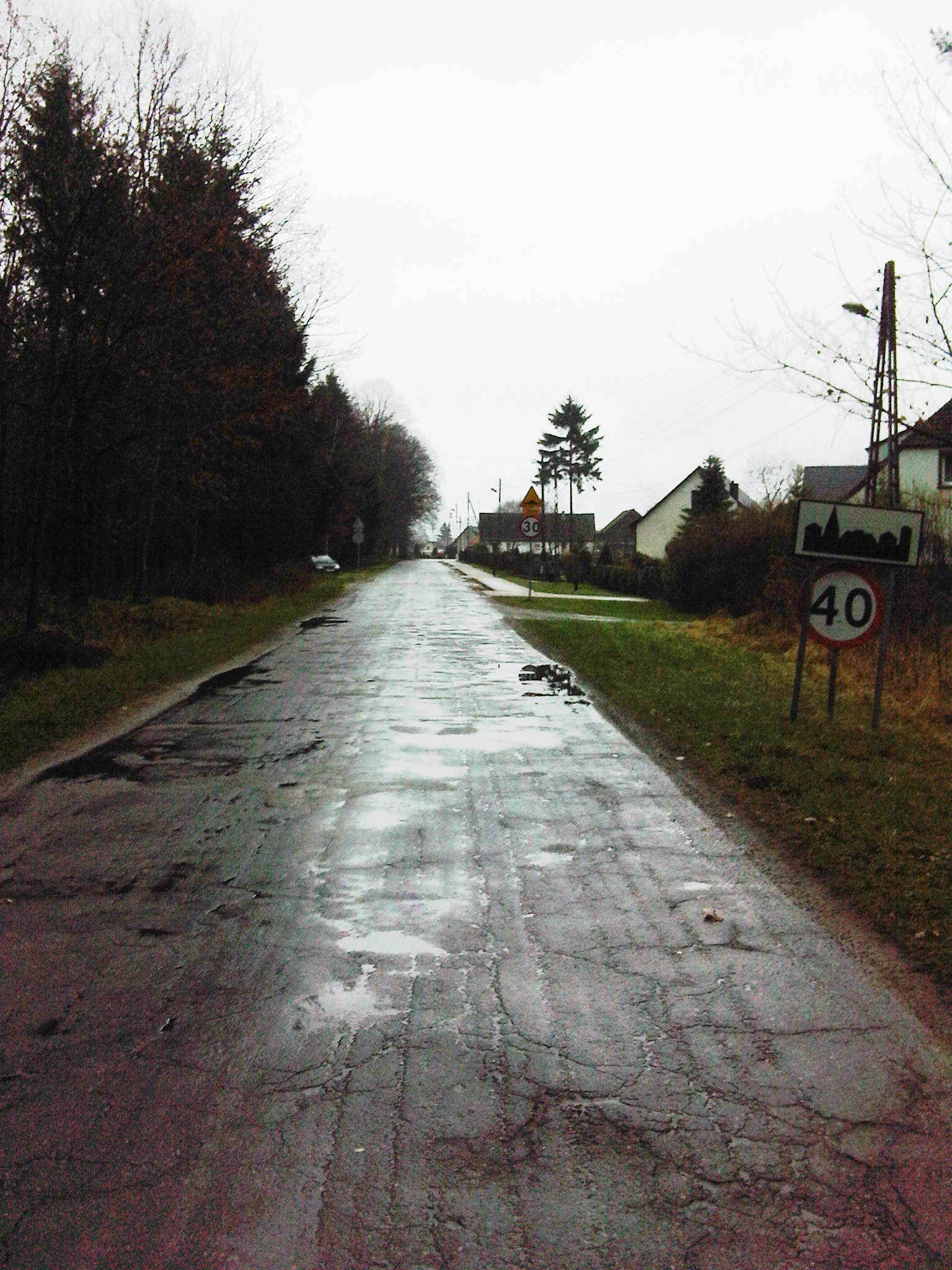
Dorfstraße (2012)
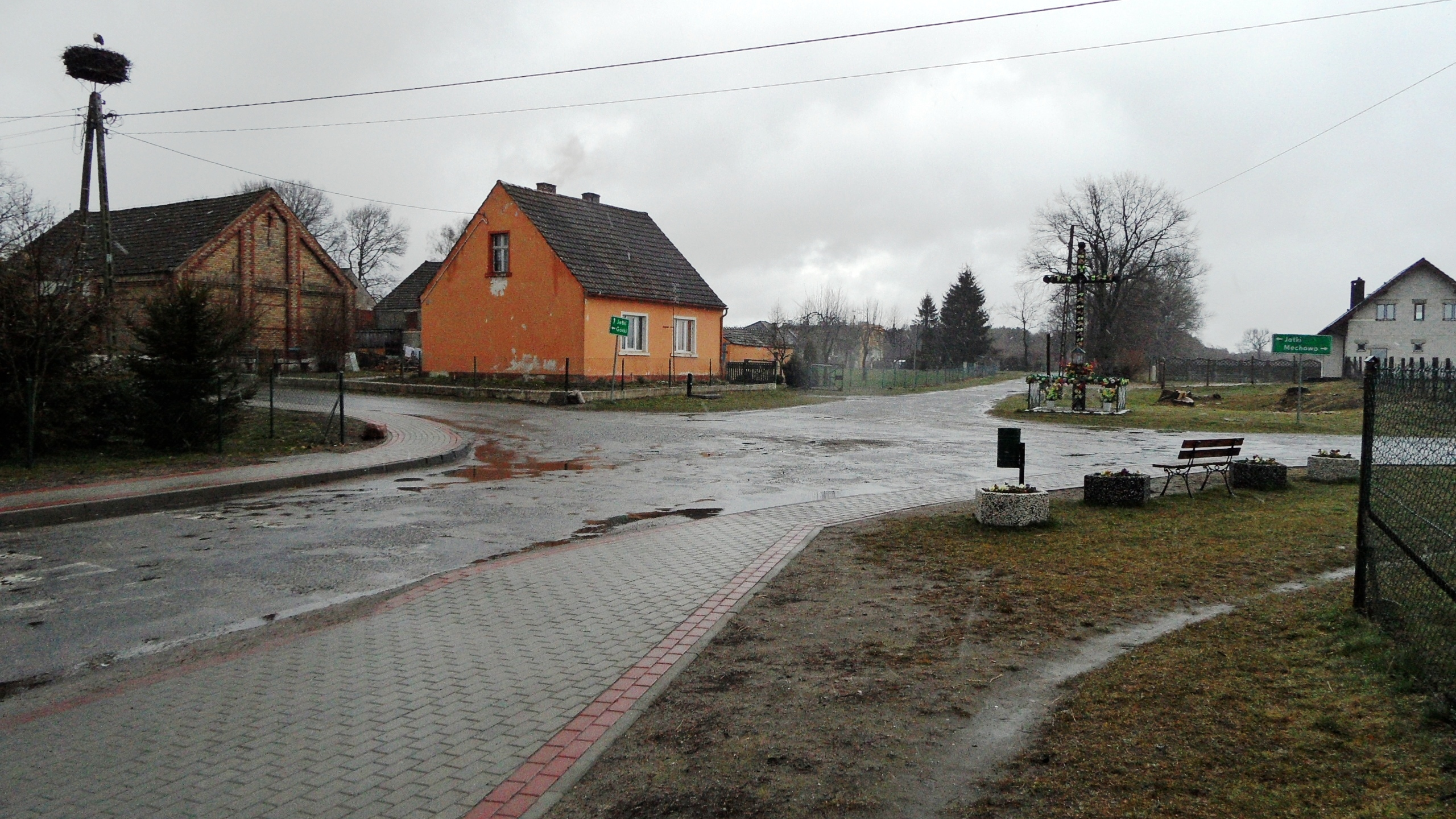
Kreuzung mit Storchennest auf Strommast (2012)

Am 1. April 1927 hatte das Rittergut Kummin D eine Flächengröße von 176 Hektar, und am 16. Juni 1925 hatte der Gutsbezirk 44 Einwohner.
Später wurden die Gutsbezirke in die Landgemeinde eingegliedert.
Kummin hatte 1935 einen Gasthof, eine Gemischtwarenhandlung, eine Mühle und verschiedene Handwerksbetriebe.
Bis 1945 bildete Kummin eine Landgemeinde im Landkreis Cammin i. Pom. der preußischen Provinz Pommern des Deutschen Reichs. Kummin war dem Amtsbezirk Benz angegliedert. Zur Landgemeinde gehörte neben Kummin der Wohnplatz Neuhöfe. Die Gemeinde zählte im Jahre 1925 339 Einwohner in 65 Haushaltungen, im Jahre 1933 304 Einwohner und im Jahre 1939 312 Einwohner.
Gegen Ende des Zweiten Weltkriegs wurde die Region im Frühjahr 1945 von der Roten Armee besetzt. Nach Beendigung der Kampfhandlungen wurde Kummin zusammen mit ganz Hinterpommern seitens der sowjetischen Besatzungsmacht der Volksrepublik Polen zur Verwaltung überlassen. Danach begann die Zuwanderung polnischer Zivilisten. Das Dorf Kummin wurde unter der polonisierten Ortsbezeichnung ‚Chomino‘ verwaltet. In der Folgezeit wurde die einheimische Bevölkerung von der polnischen Administration aus Kummin und dem Kreisgebiet vertrieben.

## Kirche

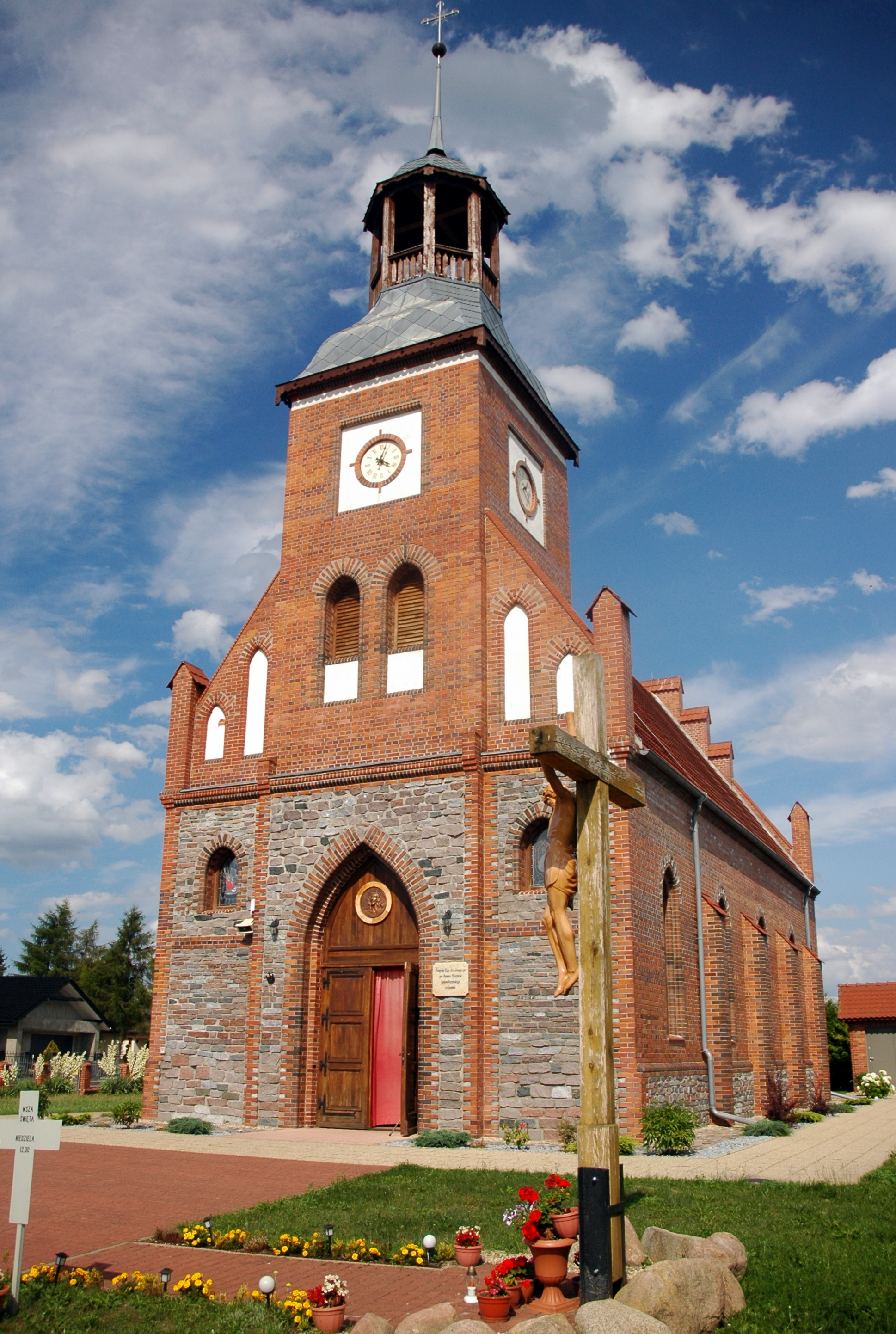
Dorfkirche (2023), bis 1945 Gotteshaus der evangelischen Gemeinde Kummin

Die bis 1945 anwesende Bevölkerung war mit wenigen Ausnahmen evangelisch. Die Kirche von Cummin war die einzige Filiale des Kirchspiels von Königsmühl, Landgemeinde Rarvin. Die Mutterkirche in Rarvin, die zur Diözese Cammin gehörte, wurde im Zweiten Weltkrieg zerstört, das Pfarrhaus blieb jedoch erhalten. Der Bestand der Mutterkirche Königsmühl an Kirchenbüchern reichte bis 1662 zurück.
Die Katholiken in Kummin gehörten zum katholischen Kirchspiel Cammin i. Pom.